# Zana Nimani
Zana Nimani (v srbské cyrilici Зана Нимани, 1961, Bělehrad, SFRJ) je bývalá zpěvačka populární hudby z Bělehradu. Byla kosovskoalbánského původu a je příbuzná s komunistickým politikem Xhavitem Nimanim. Nimani byla první a nejpopulárnější zpěavčkou skupiny Zana, která podle ní i nesla název. Je známou hvězdou jugoslávské populární hudby 80. let 20. století.
Přestože byla kosovskoalbánského původu v populární hudbě zpívala výhradně v srbochorvatštině.

## Biografie
Zana Nimani se narodila v roce 1961 v Bělehradě do rodiny původem z Kosova, která se přistěhovala do tehdejšího hlavního města Jugoslávie z Đakovici v jižním Kosovu. Původně vystupovala ve skupině s názvem Suton, kde hrál její tehdejší partner jako kytarista.
V roce 1980 založila spolu s klávesistou Zoranem Živanovićem a kytaristou Radovanem Jovičevićem skupinu Zana. Díky hitu Dodirni mi koljena (Dotkni se mých kolen), který vyšel v roce 1982, se stala populární v telé tehdejší Jugoslávii, především díky svému specifickému hlasu. Některé její další písně, např. Rukuju se, rukuju byly populární i v regionu, např. v Bulharsku. Se známým jugoslávským zpěvákem Željkem Bebkem zpívala duet s názvem Jabuke i vino (Jablko a víno). V roce 1984 svoji činnost přerušila.
Zana Nimani v roce 1985 skupinu opustila a zahájila úspěšnou sólovou kariéru. V roce 1986 vydala sólo album s názvem „Noćas pevam samo tebi“ (Dnes večer hraju jen pro tebe). V souvislosti s horšící se situací v zemi se rozhodla se více neangažovat v populární hudbě.
V roce 1991 se ji narodila dcera jménem Tea. O dva roky později se přestěhovala do Toronta a namísto hudby se věnovala managementu.

## Diskografie

### Se skupinou Zana

#### Alba
- Loše vesti uz rege za pivsku flašu (1981)
- Dodirni mi kolena (1982)
- Natrag na voz (1983)

#### Singly
- "Nastavnice" / "Sveta" (1980)
- "Moj deda" / "Pepito pantalone" (1981)
- "Leto" / "Snovi od slame" (1981)
- "On" / "Ti si neko staro lice" (1981)
- "Jabuke i vino" / "Jabuke i vino – instrumentální" (1983)

### Sólo kariéra

#### Alba
- Noćas pevam samo tebi (1986)

#### Singly
- "Inšalah" / "Ruža na dlanu" (split single with Bebi Dol; 1986)